# Vinya Vella del Xic
La Vinya Vella del Xic és una antiga vinya reconvertida en camps de conreu del municipi de Castell de Mur, al Pallars Jussà, a l'antic terme de Mur, en terres del poble de Puigmaçana.
Està situada a prop de l'extrem nord-oriental de l'antic terme de Mur, a prop del límit amb el municipi de Tremp. És a prop de l'extrem de ponent de la Serra de Cinto, a l'est-nord-est del Planell del Fenàs, al nord de Ço de Jofré, al nord-est de la Vinya del Xic i al sud-oest de la Sort del Sastre. Està delimitada al nord pel Camí de Cabicerans. Queda al nord-oest de la Masia del Xic.

## Etimologia
Aquesta vinya deu el seu nom a la seva pertinença a la veïna Masia del Xic, actualment en ruïnes. Es diu vinya vella amb relació a una de més nova, situada al seu sud-est, que rep el nom, simplement, de Vinya del Xic.